# Jippensha Ikku

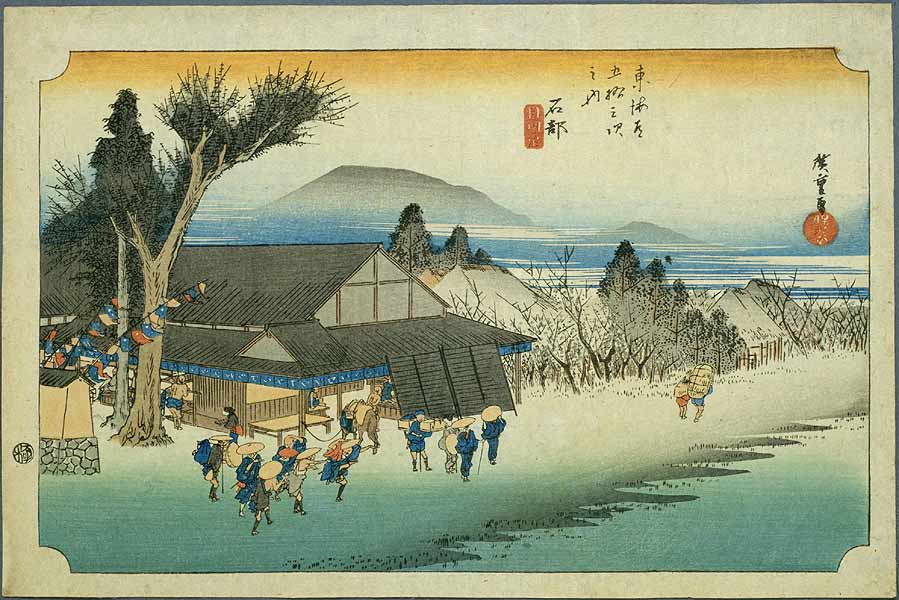
Hiroshige : les 53 stations du Tōkaidō (Ishibe)

Jippensha Ikku (十返舎 一九, 1765 – 1831) était un écrivain japonais de la fin de la période Edo. Son œuvre la plus connue est Tōkaidōchū Hizakurige (que l'on peut rendre par « À la force du mollet sur le Tōkaidō »), qui fut publié en douze parties entre 1802 et 1822.

## Biographie

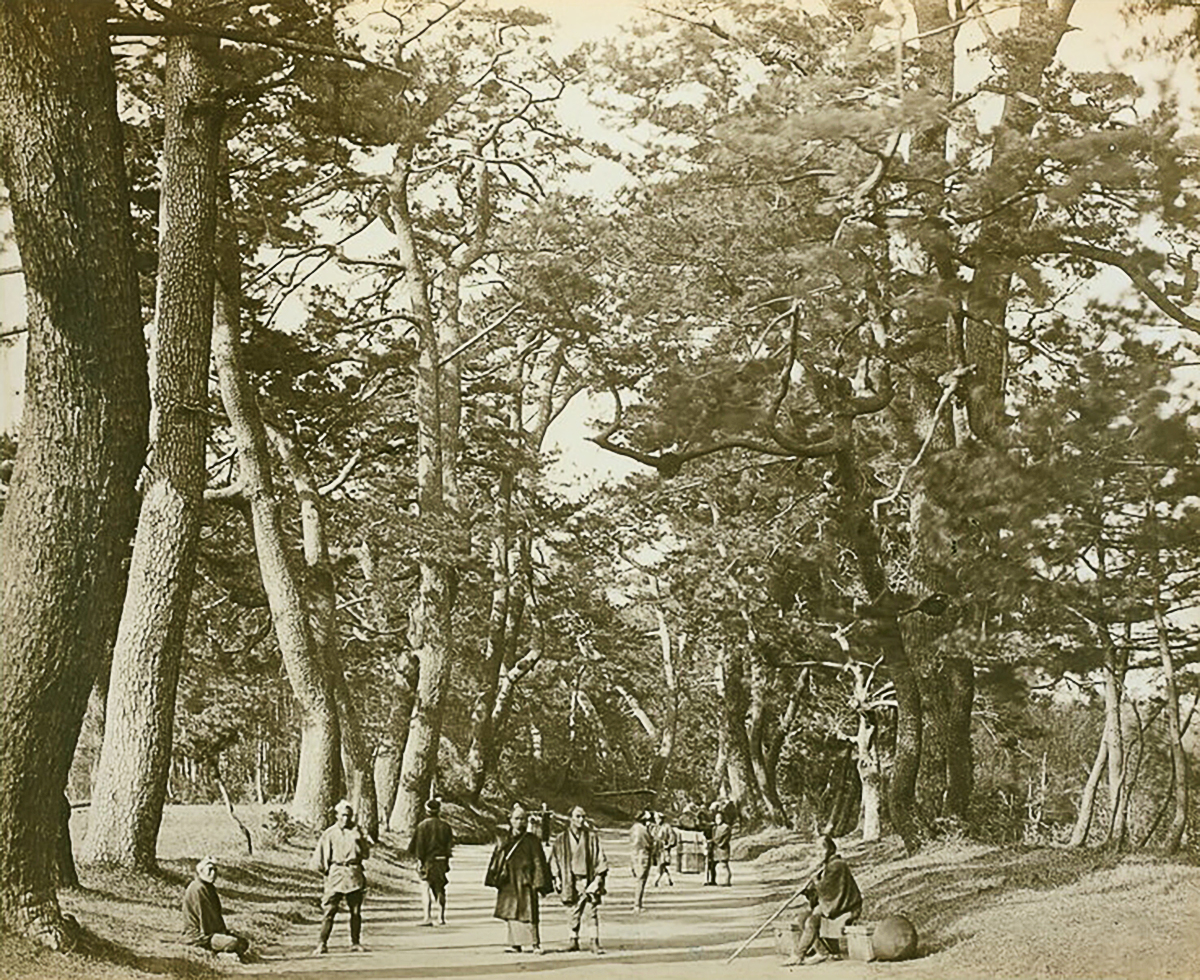
La route du Tōkaidō, photographiée par Felice Beato en 1865

De son vrai nom Shigeta Sadakazu, il vécut à Edo dans sa jeunesse, travaillant au service du daimyō Odagiri. Entre 20 et 30 ans, il quitta son poste, et commença une vie d'errance, partageant à un moment la maison d'un conteur d'histoire. Il fut petit fonctionnaire, marchand de bois, marchand d'encens, auteur dramatique à Ōsaka, où il vécut également. Il y publia en 1789 son premier ouvrage littéraire, une pièce de joruri qu'il coécrivit sous le nom de Chikamatsu Yoshichi, alors qu'il avait 24 ans. 
Il fut parmi les plus prolifiques des écrivains de « livres à dos jaunes », les kibyōshi de la fin de la période Edo : entre 1795 et 1801, il écrivit en effet un minimum de vingt romans par an, puis écrivit des sharebon, des kokkeibon, et plus de 60 histoires illustrées (合巻, gōkan?).
Jippensha Ikku était considéré comme le Lesage et le Dickens du Japon. Il épousa en premières noces la fille d'un marchand de bois de charpente, mais le mariage se termina rapidement par un divorce. Il se contracta au total trois mariages, dont deux qui se terminèrent de façon prématurée, ses beaux-pères ne comprenant guère ses habitudes littéraires. 
Son chef-d'œuvre, Tōkaidōchū Hizakurige (« À la force du mollet sur le Tōkaidō »), fut publié en douze parties entre 1802 et 1822, et est probablement le livre de gesaku le plus réussi. Il raconte les aventures rocambolesques de Kita et Yaji, deux hommes insouciants sur le grand chemin du Tōkaidō, qui reliait Edo et Kyōto, et qui fut peint plus tard par Hiroshige. Aston en a dit que c'était « le livre le plus drôle et le plus humoristique jamais écrit en langue japonaise ». 
Il mourut à soixante-six ans, en laissant le souvenir d'un homme plein d'humour et de surprises.

## Traits de caractère
Tout au long de sa vie, il accepta la pauvreté avec bonne humeur, et, n'ayant pas de mobilier, décora ses murs nus de peintures représentant le mobilier qu'il aurait pu avoir. Les jours de fête, il sacrifiait aux dieux les images des merveilleuses offrandes qu'il aurait pu apporter.
Un jour qu'on lui avait offert une baignoire dans l'intérêt général, il l'emporta chez lui en le portant sur sa tête à l'envers, en renversant les passants qui se trouvaient sur sa route, et en les payant à chaque fois d'un mot d'esprit. Lorsque son éditeur vint le voir chez lui, Jippensha Ikku l'invita à prendre un bain ; et, pendant que son éditeur profitait de cette invitation, il se revêtit des habits de son éditeur, et rendit toutes ses visites de Nouvel An, paré ainsi de beaux atours pour l'occasion. 
Sur son lit de mort, Jippensha Ikku demanda à ses élèves de bien vouloir placer sur son cadavre, juste avant la crémation alors habituelle au Japon, un certain nombre de paquets qu'il leur confia solennellement. 
Lors de ses funérailles, on dit les prières, on alluma le bûcher funéraire, et c'est alors que l'on se rendit compte que les dits paquets étaient remplis de feux d'artifice, qui explosèrent alors joyeusement. Ainsi Jippensha Ikku tint-il la promesse qu'il avait faite dans sa jeunesse que sa vie serait toujours pleine de surprises… et cela, même après sa mort.
Ses cendres se trouvent à Asakusa à Tokyo, dans le temple Zenryu.

## Œuvres principales
- Tōkaidōchū Hizakurige : « À pied sur le Tōkaidō » traduction française parue en 1998, et actuellement épuisée, Shank's Mare (« À la force du mollet »), traduction en anglais de Thomas Satchell, Rutland, Vermont: Charles E. Tuttle Company, 1960  (ISBN 0-8048-0524-5)

- Seirō ehon nenjū gyōji (L'Almanach des maisons vertes), publié en 1804, en collaboration avec Utamaro : Jippensha Ikku écrivit le texte, et Utamaro peignit les images. INHA, éditions Philippe Picquier, traduction de Christophe Marquet, 2008,  (ISBN 978-2-8097-0039-8)